# Condado de Fort Bend
El condado de Fort Bend es uno de los 254 condados del estado de Texas, Estados Unidos. La sede del condado se encuentra en Richmond. De acuerdo con la Oficina del Censo de los Estados Unidos, el condado tiene un área de 2.295 km² (de los cuales 30 están cubiertos de agua) y una población de 354.452 habitantes. El condado fue fundado en 1837.

## Localidades más importantes
| - Arcola - Fulshear - Houston (parcialmente en Fort Bend) - Katy (parcialmente en Fort Bend) - Meadows Place - Missouri City (parcialmente en Fort Bend) | - Needville - Pearland (parcialmente en Fort Bend) - Richmond - Rosenberg - Stafford (parcialmente en Fort Bend) - Sugar Land |

### Condados adyacentes
- Condado de Waller (norte)
- Condado de Harris (este)
- Condado de Brazoria (sureste)
- Condado de Wharton (suroeste)
- Condado de Austin (noroeste)